# Belsőszusz tó
A Belsőszusz tó a Cserhát délnyugati részén, a Naszály-hegy alatti síkságon található, vizét a Sinkár-patak táplálja. Könnyen felmelegedő, sekély vizét nádas öleli körbe.

## Nevének eredete
Elnevezése a magyar szusz, szuszog szóból származik. Jelentése: légzés, lélegzet.

## Földrajza
A Naszály északi előhegyei között fekszik. A terület arculatát a Naszály és a Cserhát dombjai határozzák meg. A Belsőszusz tó a Sinkár-patak kiszélesítésével jött létre. Megközelíthető az Ősagárd és Keszeg települések között lévő 2114-es mellékútról.

## Geológiája
A területet a földtörténeti harmadkorban tenger borította. Kialakulása összefügg az üledék-képződésével, majd ennek kiemelkedésével és lepusztulásával, az ősfolyóhálózat kavicsos hordalékának lerakodásával. A térfelszín a harmadidőszak végi kéregmozgások nyomán darabolódott fel, amikor különböző völgyek, vetődések, törések keletkeztek, amelyek kijelölték a mai vízfolyások vonalát. A Sinkár-patak völgyében lévő geológiai törések mentén triászkori-réteglapok találhatóak.

## Vízrajza
A vízszint nyaranta a párolgás miatt csökken, ősszel és télen a csapadék mennyiség függvényében emelkedik. A tó vizét a Sinkár-patak táplálja.

## A Belsőszusz tó a művészetben
A magyar művészek a 2000-es években fedezték fel a tó szépségét. Koronczi Endre képzőművész több szabadtéri installációja készült a tó partján vagy közelében, melyek fényképes és videó dokumentációját mutatja be kiállító terekben.